# UD・カゼット
カゼット（Kazet）は、UDトラックス（日本）が2014年から販売する小型クラスのトラックである。コンドル10-30（いすゞ・エルフのOEM）の後継車として登場した。

## 概要
2014年6月25日、UDトラックスは三菱ふそうトラック・バスと日本市場向け小型トラックのOEM供給に関して基本合意した。UDトラックスは三菱ふそうから日本市場向け小型トラックの供給を受け、同年中をめどに三菱ふそう製の小型トラック（8代目キャンター）をUDトラックスの小型トラックとして販売開始することになった。なお、キャンターのOEM車としては2012年に開始された日産へのNT450アトラスとしての供給に引き続き2例目である。
2021年4月にUDトラックスがいすゞ自動車の子会社となってからもキャンターのOEMを継続し、同年夏に9代目キャンターをベースに初のフルモデルチェンジを行ったが、2023年12月に2度目のフルモデルチェンジで3代目となった際、ベース車が同年3月に7代目となったエルフとなり、前身車種のコンドル10-30の販売終了以来、約9年3ヶ月ぶりにUDブランドの小型トラックがエルフベースに回帰されることとなった。

## 歴史

### 初代（2014年 - 2021年）

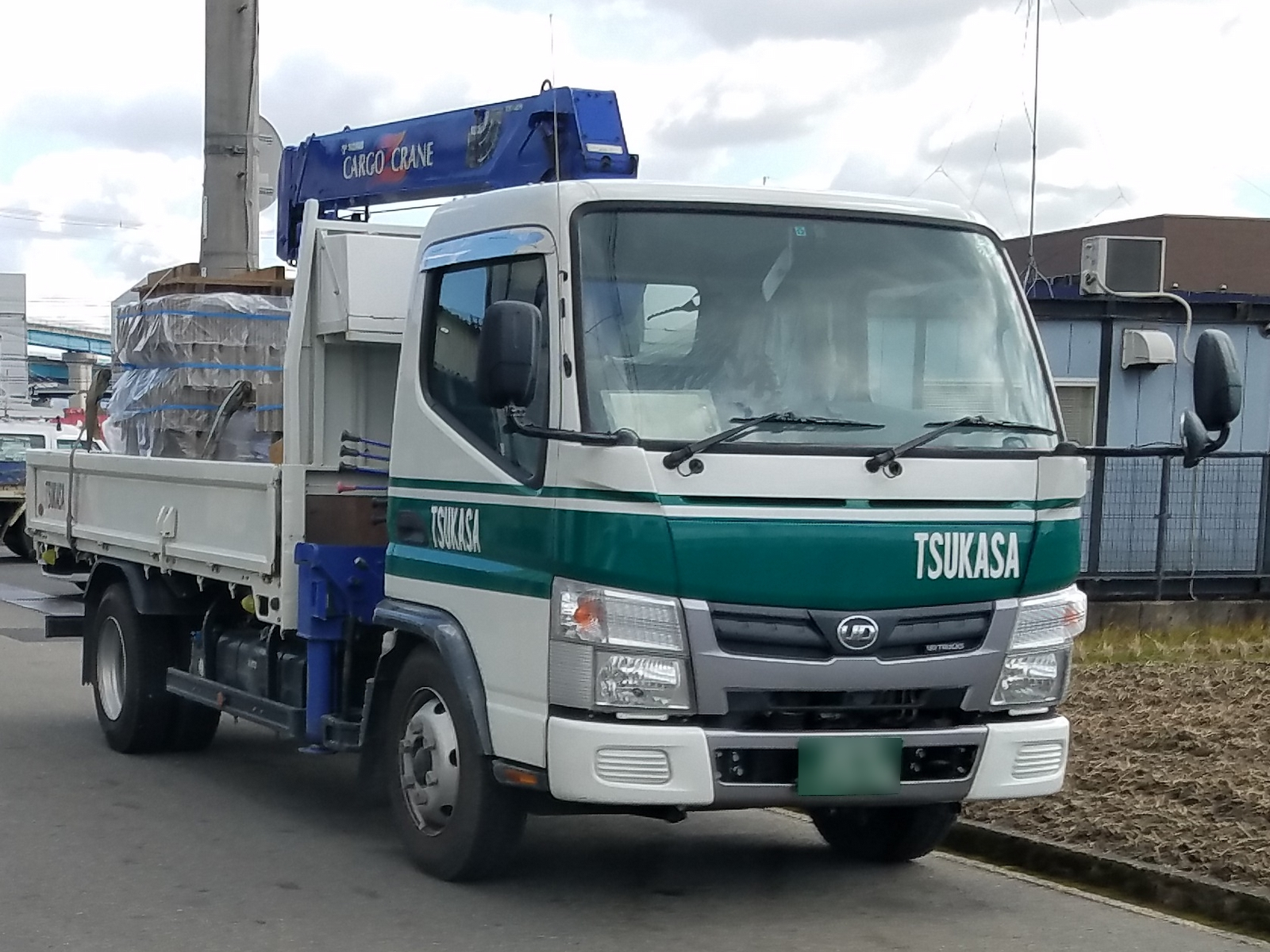
初代カゼット

2014年（平成26年）9月11日、発表・発売開始。車名はそれまでの「コンドル」から「街に元気を届ける、爽やかな風のように働く小型トラック」をイメージし、「風」の造語である「カゼット」に変更された。初号車のラインオフの際には記念式典も開催された。
- ドライブトレインは後輪駆動（FR）のほか、四輪駆動（標準キャブ車はフルタイム式、ワイドキャブ車はパートタイム式）も設定される。

- トランスミッションはベース車同様、6速デュアルクラッチ式AMT[注釈 1]と5速MTが採用される。

- 搭載されるパワートレインは、フィアットグループのFPTインダストリアル（イタリア語版、英語版）、ダイムラー・トラック、そして三菱ふそうトラック・バスが共同開発した水冷直列4気筒、排気量2,998 cc（3.0 L）の4P10系ディーゼルエンジンで、DOHC16バルブのシリンダーヘッド、直噴式燃焼室、コモンレール燃料噴射システム、インタークーラーとターボチャージャーを備える[7]。

仕様別に、
1.5トンクラス用: 4P10 (T1)型 81 kW (110 PS)
2トンクラス用: 4P10 (T2)型 96 kW (130 PS)
2 - 4トンクラス用: 4P10 (T4)型 110 kW (150 PS)
3.5トンクラス以上用: 4P10 (T6)型 129 kW (175 PS)
の4種類からなる。すべてのエンジンに再生制御式DPFと尿素SCRシステムが採用されている。
- ブレーキは全車種に、ハイパフォーマンスカー（乗用車）や欧州ブランド商用車への装着で有名なブレンボ社製総輪ディスクブレーキを採用（ただし、4WDワイドキャブ車のみ総輪ドラムブレーキを採用）。アクセルペダルを踏んだままブレーキペダルを踏んだ際、ブレーキ側を優先させるブレーキオーバーライドも搭載した。

- パラレル式ディーゼルハイブリッドシステムも用意され、超薄型ハイブリッドモーターをデュアルクラッチ式AMTに内蔵した「ハイブリッド用モーター内蔵デュアルクラッチ式トランスミッション」を搭載。リチウムイオン電池にはエネルギー効率の高い、高性能のラミネートタイプを採用した。エンジンは4P10（T2）型を搭載し、再生制御式DPFとBlueTecシステム、ISSを組み合わせることで、ポスト新長期排出ガス規制と低排出ガス認定車（NOx、PM10%低減レベル）および九都県市指定低公害車で平成21年「超」も取得。また、全車で平成27年度重量車燃費基準を20%以上オーバー達成することで、クラストップの低燃費を実現し、2012年度からの「エコカー減税」では自動車重量税と取得税が免税となった。

2015年（平成27年）1月21日、ワイドキャブ超ロング車型をベースに新車型であるカゼットRK（ベース車の「キャンターEX」に相当）を発表、発売開始。なお、この追加に伴って従来のシリーズは「カゼットSK/カゼットSF」と名称を変更した。
2020年（令和2年）11月、キャンターが9代目へモデルチェンジした後も本車種は引き続き継続生産・販売された。

### 2代目（2021年 - 2023年）

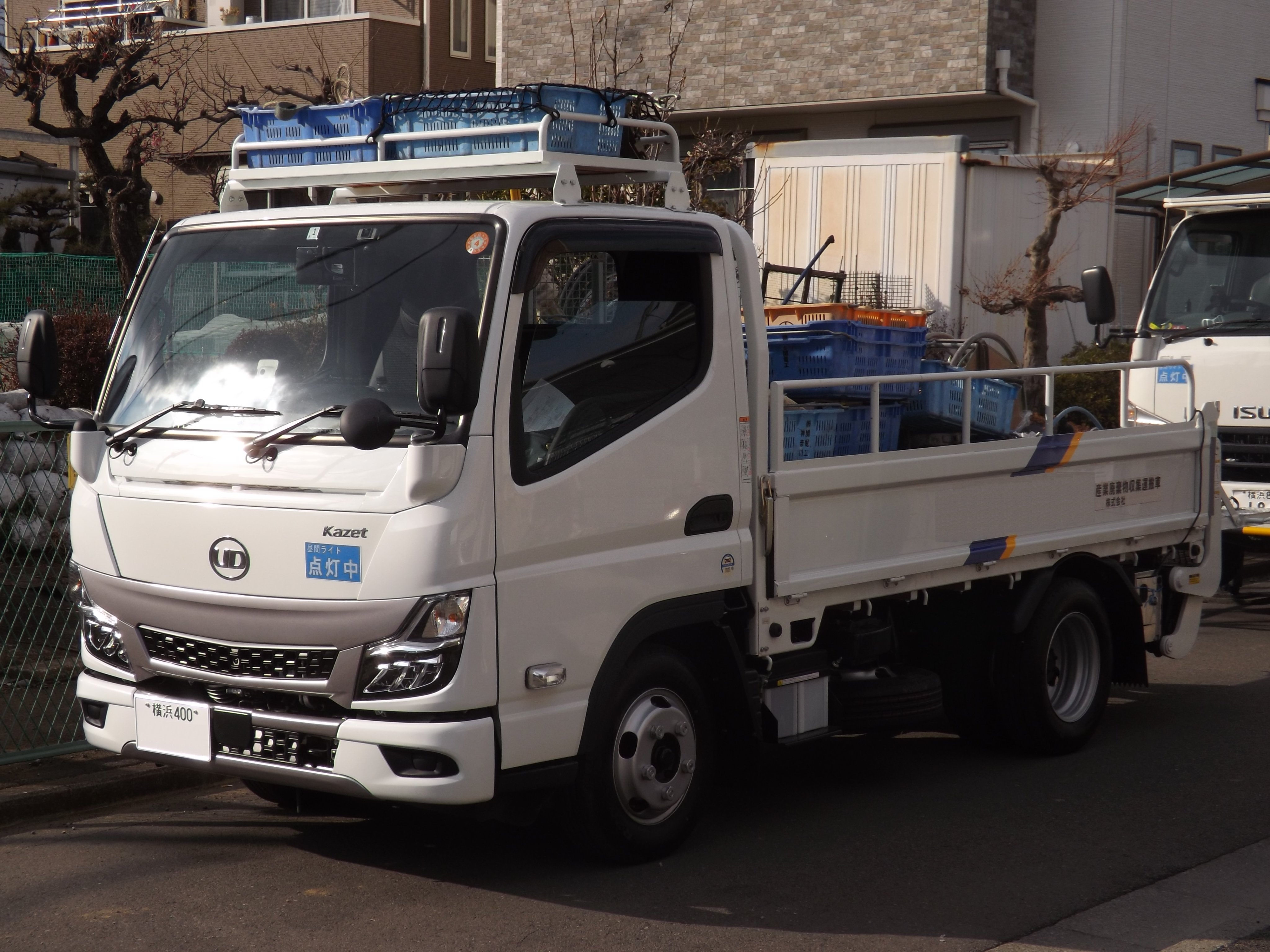
2代目カゼット

2021年（令和3年）夏にキャンターが改良されたタイミングで9代目キャンターベースの2代目へフルモデルチェンジされた（UDトラックスからの公式発表は行われず、仕様変更の扱いとなる）。
外観は9代目キャンターとの差別化が行われており、キャブデザインは9代目キャンターの特徴である「ふそうブラックベルト」と呼ばれるフロントフェイスが無地のカラーパネルとブラックのロアグリルとした専用意匠が与えられ、初代同様、右上に「Kazet」の車名ロゴが入る違いがある。
安全機能においては9代目キャンター同様に「アクティブ・サイドガード・アシスト」、衝突被害軽減ブレーキ（AEBS）、車線逸脱警報装置（LDWS）、車両安定性制御装置（ESP）が採用され、ヘッドライトはLEDが標準（オプションでハロゲンに変更可能）となり、「SK」と「SF」はドア側のサイドターンランプもLED化され、メーカーオプションのフォグランプもLEDとなった。
エンジンは初代から4P10型が踏襲され、車載式故障診断装置（J-OBDII）に対応した。

### 3代目（2023年 - ）
2023年（令和5年）12月20日、3代目へフルモデルチェンジされ、同日より発売。前述したように供給元（製造事業者）が親会社のいすゞ自動車に変わり、ベース車は前身のコンドル以来約9年3ヶ月ぶりにエルフへ回帰された。
- グレード体系はOEM元の7代目エルフに準じて「ST」、「SG」、「SEカスタム」の3グレード体系となる。
- フロントフェイスは先にフルモデルチェンジされたエルフベースの兄弟車種である日産・アトラス（7代目2tクラス）や7代目マツダ・タイタンに準じたデザインであるが、車名ロゴ（Kazet）がキャンターベースと同様に上段パネル部の右上に配置されるほか、「ST」と「SG」はアッパーグリルがボディカラー同色となる。「SEカスタム」はアッパーグリルがアトラスやタイタンの「カスタム」同様にクロームメッキとなり、「CUSTOM」のバッジ風デカールが上段パネル部の右下に装着される。
- パワートレインはエルフに準じており、エンジンは4JZ1型となり、110kW仕様の4JZ1-TCS型と129kW仕様の4JZ1-TCH型の2種類を設定。トランスミッションはMTとAMTを設定し、AMTは9速に多段化したデュアルクラッチトランスミッション「ISIM（=アイシム、Isuzu Smooth Intelligent TransMission）」へ変更された。
- 安全・運転支援機能は7代目エルフと同一のパックオプションとなり、衝突被害軽減ブレーキはステレオカメラ方式のプリクラッシュブレーキ（PCB）となったほか、2代目で既に装備されているLDWSに加えて、ふらつき警報、先行車発進お知らせ機能、誤発進抑制機能（ISIM車のみ）、車間距離警報、ブラインドスポットモニター（交差点警報・出会い頭警報、「SG」・「SEカスタム」に装備）を追加してまとめた「BASIC」が標準設定されており、必要に応じて、フロントブラインドスポットモニターが追加され、PCBを右左折時にも拡大、インデペンデントサス車はLEDヘッドランプを可変配光型に変更した「STANDARD」、「STANDARD」にドライバーステータスモニター（DSM）、ドライバー異常時対応システム（EDSS）単純停止、標識認識機能、標識連動型スピードリミッターを追加し、ISIM車には全車速車間クルーズ（FACC）も追加した「ADVANCE」、「ADVANCE」にレーンキープアシストを追加した「PREMIUM」（インデペンデントサスのISIM車のみ設定）の3つの上位パッケージを選択する形態となる。
- 一部の車型はパーキングブレーキが電動化され、タイヤ空気圧モニタリングシステムがオプションで設定された。
- エルフミオ/ アトラス普通免許対応モデル / タイタンLHRに相当するモデルは設定されない。

## ラインアップ
- SK：標準キャブ 4×2
- SF：標準キャブ 4WD
- RK：ワイドキャブ 4×2